# Patricio de Satrústegui (1894)
El  Patricio de Satrústegui fue un buque español con propulsión mediante máquina de vapor de la Compañía Transatlántica que estuvo en activo entre 1890 y 1926. Fue de los pocos buques transanlánticos españoles que no acabó hundido sino en el desguace, no tuvo accidentes graves y sobrevivió a la guerra hispano-estadounidense y a la Primera Guerra Mundial y no llegó a ver la Guerra civil española ni la Segunda Guerra Mundial; siendo todos estos sucesos que acabaron con muchos navíos de la Compañía Transatlántica y la Naviera Pinillos en el fondo del mar.

## Construcción
Fue construido en Glasgow, Escocia, por A & J. Inglis por encargo de la Compañía «British India Associated Steamers, Ltd.» Tenía 123,4 m de eslora y 13,9 m de manga. Estaba dotado de un motor de triple expansión que le permitía navegar por encima de los 15 nudos. Fue bautizado como Tara y era gemelo del Taroba.

## Vida operativa
Inicialmente fue asignado a la ruta de la Queensland Royal Mail, que hacía el trayecto Londres-Suez-Batavia-Brisbane. En 1894 fue adquirido junto a su gemelo por la Compañía Transatlántica Española, siendo entonces remodelado y renombrado como «Patricio de Satrústegui» (en honor al segundo barón de Satrústegui, vecino de Comillas y socio de Antonio López) y destinado a la línea entre Barcelona y Filipinas. Con dicha remodelación podía transportar 89 pasajeros en 1.ª clase, 54 en 2.ª, 75 en 3.ª y 952 emigrantes.
Participó activamente en los movimientos de tropas y municiones durante la guerra hispano-estadounidense de 1898. Repatrió a los soldados de Santiago de Cuba al finalizar la contienda.
En 1899 fue asignado a la línea de Buenos Aires. En 1916, en ruta hacia España, colaboró en las operaciones de salvamento del Príncipe de Asturias en las costas de Brasil, hecho por el que alcanzó notoriedad. Retirado del servicio en 1927, fue desguazado en Génova (Italia) en 1928.